# 신명기

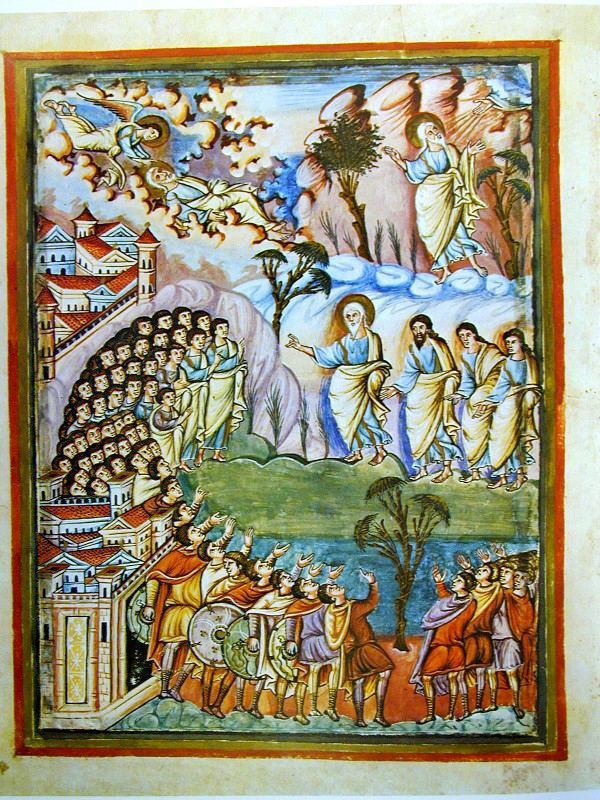

신명기(申命記, 히브리어: דְּבָרִים, 그리스어: Δευτερονόμιον, 영어: Book of Deuteronomy)는 타나크의 율법서 토라의 다섯 번째 부분이자 구약성경의 다섯 번째 책이다. 이스라엘인들이 가나안 땅에 도착하기 전, 모세가 야훼의 가르침을 마지막으로 전하고 죽기까지의 내용을 담고 있다.

## 어원
히브리어로 신명기를 부르는 이름인 '드바림'(히브리어: דְּבָרִים)은 '말씀들'이라는 의미이다. 토라의 작명 규칙대로 신명기의 첫 번째 문장에 해당하는 이름이 붙었다. 이후 70인역의 헬라어 성경에서는 '듀테로노미온'(그리스어: Δευτερονόμιον)이라는 이름이 붙었다. 이는 '두 번째 법', 혹은 '거듭되는 법'이라는 의미이다. 이후 한자로 해당 책의 이름을 번역할 때 '거듭된 명령'이라는 의미의 '신명기'(申命記)로 번역되었다.

## 구조
신명기의 해석은 그 구조를 어떻게 이해하느냐에 따라 달라질 수 있다. 모세의 연설문 혹은 설교문 여러 편(1:1~4:43, 4:44~29:1, 29:2~30:20, 31:1~34:12)을 이어붙인 꼴이라는 것이 중론이며, 각 설교문에 짧은 여러 편의 부록이 달려있기도 하다.
일부 비평가들은 신명기의 구조를 고대 근동의 조약문, 특히 히타이트의 조약문의 것과 유사하다고 지적한다. 단순히 이스라엘과 야훼 사이의 조약문 형식으로만 모든 구조를 설명하지는 않는다.
특히 신명기 5장에 서술되는 십계명은 본문의 핵심으로 인식된다. 12장부터 26장까지를 십계명의 해설이라 보기도 한다.

## 내용

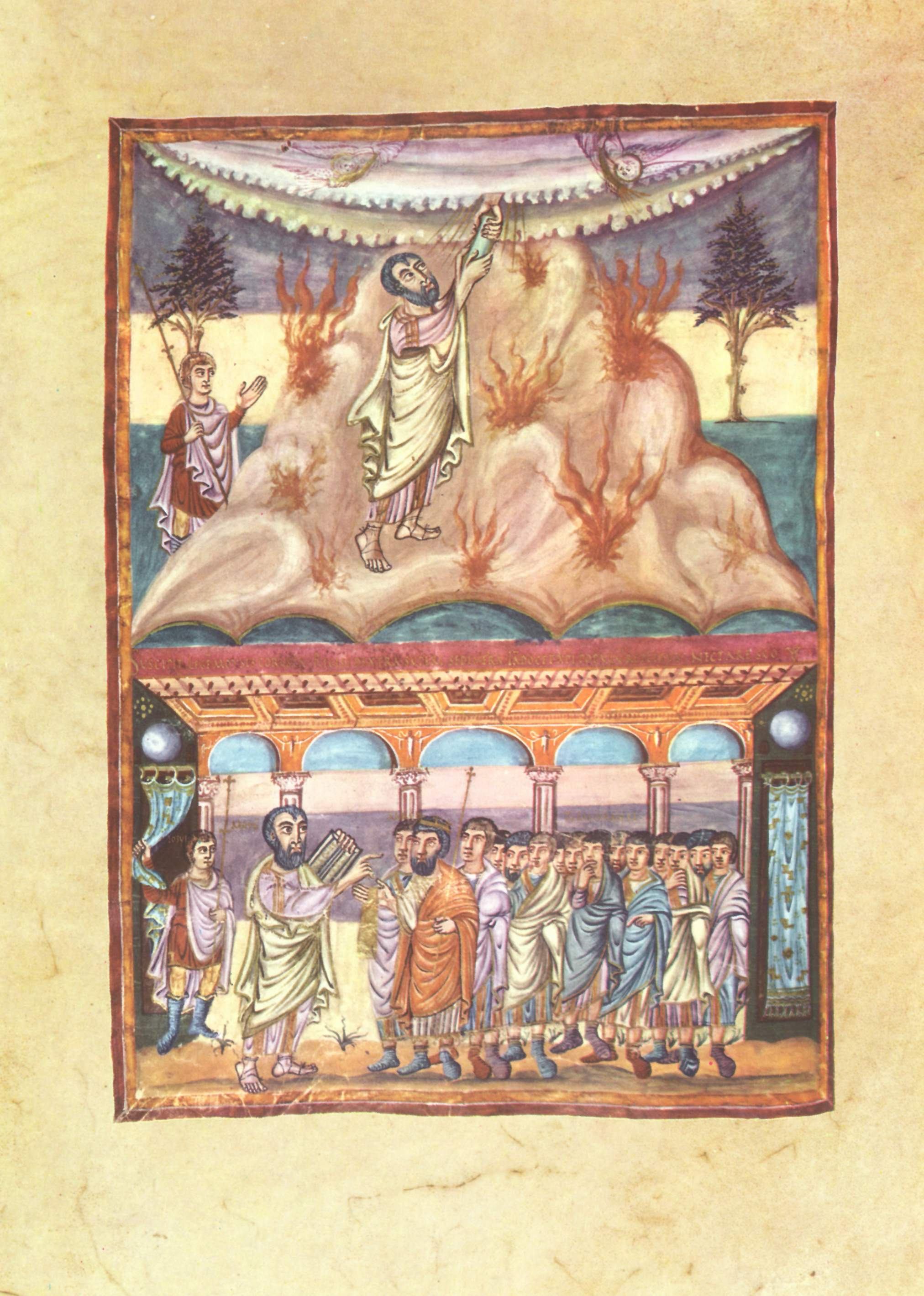
율법을 받는 모세 (위)와 이를 이스라엘 백성들에게 읽어주는 모습. (아래)

- 1장 ~ 4장: 호렙산을 출발해 가데스바네아를 거쳐 모압에 이르기까지 광야를 떠돌던 시기에 대한 회고.
- 4장 ~ 11장: 십계명이 주어지는 내용과, 모세 언약에 대한 내용.
- 12장 ~ 26장 (신명기 법전): 이스라엘에 예법, 절기, 생활규범 등을 알려주는 내용.
- 27장 ~ 28장: 순종과 불순종에 대한 결과.
- 29장 ~ 30장: 모압 땅에서 받은 언약 및 당부.
- 31장 ~ 34장: 여호수아를 후계로 임명함. 모세의 죽음.

### 신명기 법전
12장에서 26장까지의 내용을 신명기 법전(deuteronomic code)이라고도 하는데, 비평학계에서 신명기의 내용 중 가장 먼저 형성된 부분으로 본다.

## 신명기의 발생과 편찬
신명기에 40여 회(1:16-18; 3:21; 29:5; 31:9, 24-25, 30), 신약에 80여 회에 걸쳐 신명기의 저자가 모세임을 밝히고 있고, 모세의 후계자 여호수아(수 1:7), 신약의 예수(마 19:8)도 신명기를 모세의 책으로 인용하고 있으며 성경을 문자 그대로 받아들이는 교계에서도 마찬가지로 해석하나, 34장의 모세 죽음에 대한 기록은 후대에 가필(加筆)된 것으로 보는 것이 정설이다.
그러나 교계 바깥의 모든 역사학자들은 모세의 저작성을 거부하고, 훨씬 늦은 시기인 기원전 7세기에서 5세기 사이에 이 책이 저술되었다고 본다. 일반적으로 '신명기 법전'이 등장하는 12~26장이 가장 먼저 쓰여졌다고 보고, 그 다음 두 번째 프롤로그(5~11장), 마지막으로 첫 번째 프롤로그(1~4장)가 쓰여졌다는 것이 중론이다. 신명기 법전이 바빌론 유수기, 혹은 페르시아 지배기에 쓰여졌다는 주장도 나왔었지만 대부분의 학자들은 요시아 왕 말기, 즉 기원전 7세기 말경에 만들어졌다고 판단한다. 신명기를 편찬한 레위인들을 신명기사가라고 하는데, 이들의 경제적 궁핍함과 사회적 지위가 여기 반영되었다고 본다.
현재 세계적으로 가장 널리 받아들여지는 신명기의 편찬 과정은 다음과 같다.
- 기원전 8세기 후반에 유다와 이스라엘 모두 아시리아의 신하가 된다. 이스라엘은 반란을 일으켜 기원전 722년경에 멸망하는데, 이 때 남쪽 유다로 도망친 난민들이 이스라엘의 전통을 유다에 도입한다. 그 중 하나는 야훼만이 단지 가장 중요한 신이며 유일신이라는 사상이다. 이러한 전망은 유다계 지배계급인 지주들에게 영향을 끼쳤으며, 이들은 유다 왕 아몬을 살해하여 축출하고 여덟 살 된 요시아를 왕위에 앉힌 후 궁정에서 강력한 힘을 갖는다.
- 요시아의 통치 18년째, 아시리아가 쇠퇴하자 궁정에서 독립 의견이 지지를 받는다. 이 운동은 이스라엘의 유일신인 야훼에 대한 국가신학의 형태로도 표현된다. 요시아의 지원으로, 그들은 유다와 아시리아 사이의 군신관계를 대체하기 위해 신명기 5장에서 26장에 나타나는 유다와 야훼 사이의 언약에 기반한 종교개혁에 착수한다. 이 언약은 모세가 이스라엘 자손에게 보낸 형태로 작성되었다.
- 다음 단계는 바빌론 유수기에 나타난다. 당시 바빌론으로 끌려간 유대인 식자층은 기원전 586년 바빌론에 의한 유다 왕국의 멸망에 대해 신학적으로 고찰한다. 그들은 자신들의 멸망이 법을 지키지 않은 것에 대한 야훼의 처벌이라고 판단했는데, 이러한 사상은 여호수아기에서 열왕기에 이르는 이스라엘의 역사서를 편찬할 때 반영된다.
- 유수 말미에 페르시아인들이 유대인들로 예루살렘에 있는 신전을 다시 짓고 고향으로 돌아갈 수 있도록 허락한 시기에 1~4장과 29-30장이 추가로 작성되었고, 유수기에 제작된 역사서의 서장으로서 신명기가 배치된다. 이로서 약속의 땅으로 들어가려는 사람들에 대한 이야기는 그들 자신의 처지와 동일시되었다. 새로운 상황에 맞게 19-25장의 내용이 추가로 확장되었고, 31-34장은 새로운 결론으로 추가되었다.

## 같이 보기
- 히브리어 성경

## 참고 문헌

### 역본
- Deuteronomy in NIV
- Deuteronomy in Tanakh (Hebrew Bible)

### 주석서
- Craigie, Peter C (1976). 《The Book of Deuteronomy》. Eerdmans. ISBN 9780802825247.
- Miller, Patrick D (1990). 《Deuteronomy》. Cambridge University Press. ISBN 9780664237370.
- Phillips, Anthony (1973). 《Deuteronomy》. Westminster John Knox Press. ISBN 9780521097727.
- Plaut, W. Gunther (1981). The Torah: A Modern Commentary. ISBN 0-8074-0055-6
- Miller, Avigdor (2001). 《Fortunate Nation: Comments and notes on DVARIM》.

### 기타eneral
- Ausloos, Hans (2015년 10월 22일). 《The Deuteronomist's History: The Role of the Deuteronomist in Historical-Critical Research into Genesis-Numbers》. ISBN 9789004307049.
- Bandstra, Barry L (2004). 《Reading the Old Testament: An Introduction to the Hebrew Bible》. Wadsworth. ISBN 9780495391050.
- Block, Daniel I (2005). 〈Deuteronomy〉.   Kevin J. Vanhoozer. 《Dictionary for Theological Interpretation of the Bible》. Baker Academic.
- Bos, James M. (2013). 《Reconsidering the Date and Provenance of the Book of Hosea》. Bloomsbury. ISBN 978-0-567-06889-7.
- Braulik, G (1998). 《The Theology of Deuteronomy: Collected Essays of Georg Braulik》. D&F Scott Publishing. ISBN 9780941037303.
- Brueggemann, Walter (2002). 《Reverberations of Faith: A Theological Handbook of Old Testament Themes》. Westminster John Knox. ISBN 9780664222314.
- Bultman, Christoph (2001). 〈Deuteronomy〉.   John Barton; John Muddiman. 《Oxford Bible Commentary》. Oxford University Press. ISBN 9780198755005.
- Christensen, Duane L (1991). 〈Deuteronomy〉.   Watson E. Mills; Roger Aubrey Bullard. 《Mercer Dictionary of the Bible》. Mercer University Press. ISBN 9780865543737.
- Clements, Ronald (1968). God's Chosen People: A Theological Interpretation of the Book of Deuteronomy. In series, Religious Book Club, 182. London: S.C.M. Press.
- Davies, Philip R. (2013). 《Rethinking Biblical Scholarship》. Changing Perspectives 4. New York: Routledge. ISBN 978-1-84465-727-8.
- Gottwald, Norman, review of Stephen L. Cook, The Social Roots of Biblical Yahwism, Society of Biblical Literature, 2004
- Knight, Douglas A (1995). 〈Deuteronomy and the Deuteronomists〉.   James Luther Mays; David L. Petersen; Kent Harold Richards. 《Old Testament Interpretation》. T&T Clark. ISBN 9780567292896.
- Gili Kugler, Kugler, Moses died and the people moved on - a hidden narrative in Deuteronomy
- Laffey, Alice L (2007). 〈Deuteronomistic Theology〉.   Orlando O. Espín; James B. Nickoloff. 《An Introductory Dictionary of Theology and Religious Studies》. Liturgical Press. ISBN 9780814658567.
- Markl, Dominik (2013). “Moses' Praise and Blame – Israel's Honour and Shame: Rhetorical Devices in the Ethical Foundations of Deuteronomy”. 《Verbum et Ecclesia》 (34) 34 (2). doi:10.4102/ve.v34i2.861.
- Mendenhall, George E (1954년 9월 1일). 《Covenant Forms in Israelite Tradition》. Biblical Archeology 3/17.
- McConville, J.G (2002). 〈Deuteronomy〉 (PDF).   T. Desmond Alexander; David W. Baker. 《Dictionary of the Old Testament: The Pentateuch》. Eisenbrauns. 2008년 4월 13일에 원본 문서 (PDF)에서 보존된 문서. 2007년 11월 2일에 확인함.
- McKenzie, Steven L (1995). 〈Postscript〉.   Linda S. Schearing; Steven L McKenzie. 《Those Elusive Deuteronomists: The Phenomenon of Pan-Deuteronomism》. T&T Clark. ISBN 9780567563361.
- Pakkala, Juha (2009). “The date of the oldest edition of Deuteronomy”. 《Zeitschrift für die Alttestamentliche Wissenschaft》 121 (3): 388–401. doi:10.1515/ZAW.2009.026. hdl:10138/328053.
- Richter, Sandra L (2002). 《The Deuteronomistic History and the Name Theology》. Walter de Gruyter. ISBN 9783110173765.
- Rofé, Alexander (2002). 《Deuteronomy: Issues and Interpretation》. T&T Clark. ISBN 9780567087546.
- Rogerson, John W. (2003). 〈Deuteronomy〉.   James D. G. Dunn; John William Rogerson. 《Eerdmans Commentary on the Bible》. Eerdmans. ISBN 9780802837110.
- Romer, Thomas (2000). 〈Deuteronomy In Search of Origins〉.   Gary N. Knoppers; J. Gordon McConville. 《Reconsidering Israel and Judah: Recent Studies on the Deuteronomistic History》. Eisenbrauns. ISBN 9781575060378.
- Romer, Thomas (1994). 〈The Book of Deuteronomy〉.   Steven L. McKenzie; Matt Patrick Graham. 《The history of Israel's Traditions: The Heritage of Martin Noth》. Sheffield Academic Press. ISBN 9780567230355.
- Sommer, Benjamin D. (2015년 6월 30일). 《Revelation and Authority: Sinai in Jewish Scripture and Tradition》. Anchor Yale Bible Reference Library.
- Tigay, Jeffrey (1996). 〈The Significance of the End of Deuteronomy〉.   Michael V. Fox;  외. 《Texts, Temples, and Traditions: A Tribute to Menahem Haran》. Eisenbrauns. ISBN 9781575060033.
- Van Seters, John (1998). 〈The Pentateuch〉.   Steven L. McKenzie; Matt Patrick Graham. 《The Hebrew Bible Today: An Introduction to Critical Issues》. Westminster John Knox Press. ISBN 9780664256524.
- Van Seters, John (2015). 《The Pentateuch: A Social-Science Commentary》. Bloomsbury T&T Clark. ISBN 978-0-567-65880-7.
- Vogt, Peter T (2006). 《Deuteronomic Theology and the Significance of Torah: A Reappraisal》. Eisenbrauns. ISBN 9781575061078.